# EP (俳優)
eP（イーピ、1983年8月6日 - ）は、日本の俳優。韓国出身。身長175cm。

## 略歴
韓国出身。日本語、英語、韓国語を話せるトリリンガル。株式会社ブレークポイント所属。

## 出演

### 舞台
- 劇団TYPES（タイプス） 10周年記念公演「リア王」（2009年） - 騎士 / 伝令士 役
- 劇団TYPES（タイプス） 企画公演「夢の海賊」（2010年） - ユカタ 役（準主役）
- 音楽舞踊劇「チェジュ★パラ」（2011年） - 始祖 役
- So Creative プロデュース「ふと、立ち止まり、語り出す」（2013年10月10日 - 14日、演出:志真健太郎） - キョウヘイ（主演）

### 映画
- A Little World（2011年） - ジュンス 役（主役）
- 潔く柔く（2013年）

### ドラマ
- 事件救命医〜IMATの奇跡〜（2013年、テレビ朝日）
- ハニー・トラップ（2013年、フジテレビ）

### バラエティ
- なかよしテレビ - 準レギュラー

### ラジオ
- まいにちハングル講座（NHKラジオ第2）
- 人生を変える!“ウェルビン”ハングル（NHKラジオ第2）
- レベルアップハングル（NHKラジオ第2）